# York Rafael
York Rafael (17 maart 1999) is een Zweeds voetballer van Rwandese afkomst. De middenvelder staat met ingang van 21 januari 20201 onder contract bij AFC Eskilstuna, dat uitkomt in de Zweedse Superettan.

## Carrière
York Rafael begon in 2011 met voetballen bij Brynäs IF in Gävle. Twee jaar later werd hij opgenomen in de jeugdopleiding van Sandvikens IF. Als vijftienjarige maakte hij bij die club zijn debuut in Division 2. In 2015 ging Rafael op proef bij Watford FC en Lazio Roma, maar een contract leverde dat niet op.
Ondanks dat hij in verband werd gebracht met een transfer naar AIK, verhuurde Sandvikens Rafael vanaf augustus 2016 aan Gefle IF. Hij debuteerde op 24 augustus in de Svenska Cupen. Tegen Söderhamns FF deed Rafael 90 minuten mee. Drie dagen later maakte hij tegen Djurgårdens IF zijn debuut in de Allsvenskan. Als invaller mocht hij de laatste minuten meespelen.
Op 11 december 2017 verkocht Sandvikens het talent aan IFK Värnamo. Gedurende het seizoen 2018 keerde Rafael op huurbasis terug bij Sandvikens.
Rafael tekende op 11 december 2018 een driejarig contract bij Kalmar FF. Op 21 januari 2021 maakte Kalmar FF bekend dat York zijn carrière vervolgde bij AFC Eskilstuna.

## Persoonlijk
Rafael is van Rwandese afkomst, maar werd geboren in het Zweedse Gävle, als kind van een Angolese moeder en Portugese vader. Hij volgt het christelijke geloof.
Arjen Robben is de favoriete voetballer van Rafael.